# KS Lushnja
KS Lushnja är en albansk fotbollsklubb i Albanien , grundad  1926 i staden Lushnja. Efter andra världskriget, år 1945, gick den under namnet KS Traktori Lushnja. År 1950 ändrar de namnet till bara Lushnja, 1951 till Puna Lushnja, 1958 döpte om den igen till KS Traktori Lushnja. Till sist, 1991, fick den namnet  KS Lushnja.
Ordförande i fotbollsklubben är Vlladimir Mece och tränare Sulejman Demollari.